# Canóvanas (Loíza)
Canóvanas es un barrio ubicado en el municipio de Loíza en el estado libre asociado de Puerto Rico. En el Censo de 2010 tenía una población de 6981 habitantes y una densidad poblacional de 612,31 personas por km².

## Geografía
Canóvanas se encuentra ubicado en las coordenadas 18°23′28″N 65°51′52″O / 18.39111, -65.86444. Según la Oficina del Censo de los Estados Unidos, Canóvanas tiene una superficie total de 11.4 km², de la cual 11.26 km² corresponden a tierra firme y (1.2%) 0.14 km² es agua.

## Demografía
Según el censo de 2010, había 6981 personas residiendo en Canóvanas. La densidad de población era de 612,31 hab./km². De los 6981 habitantes, Canóvanas estaba compuesto por el 58.69% blancos, el 28.89% eran afroamericanos, el 0.46% eran amerindios, el 0.1% eran asiáticos, el 0.03% eran isleños del Pacífico, el 8.48% eran de otras razas y el 3.35% pertenecían a dos o más razas. Del total de la población el 99.1% eran hispanos o latinos de cualquier raza.